# Strajk (zespół muzyczny)
Strajk – polski zespół punkrockowy, założony w Płocku w 1990 pod nazwą Uśmiechnięta Kromka Chleba, przez basistę i wokalistę Konrada Wojdę, wokalistę i autora tekstów Roberta Wudarskiego oraz perkusistę Artura Lubińskiego, do których dołączył gitarzysta Paweł Hajnowski. Po kilku tygodniach grania młodzi muzycy (średnia wieku 16 lat) szybko zmienili nazwę na Strajk. W 1991 Roberta Wudarskiego zastąpił Mariusz Zalewski, który 2 maja 1993 popełnił samobójstwo. 28 sierpnia 1996 na skutek wypadku samochodowego zmarł w szpitalu Artur Lubiński. W 2000 roku, po nagraniu pożegnalnego albumu Siła w nas kapela zakończyła działalność (sam album został wydany 4 lata później). W 2007 Konrad Wojda reaktywował zespół Strajk na dwa lata, w nowym, trzyosobowym składzie, z Sebastianem Stańczakiem (gitara) oraz Pawłem Cabanem (perkusja). W tym okresie ukazały się dwie płyty: "Reaktywacja" oraz "Dwie strony", na której znalazły się utwory skomponowane przez Konrada Wojdę, a część tekstów była autorstwa nieżyjącego Mariusza Zalewskiego. 

## Dyskografia
- 1993 Nie pójdziemy (MJM)
- 1995 Lustro (Mega Czad)
- 2004 Siła w nas (OFFmusic)
- 2007 Reaktywacja (Lou & Rocked Boys)
- 2009 Dwie strony (Lou & Rocked Boys)

## Muzycy
- 1990 – 2009 Konrad „Konio” Wojda – śpiew, gitara basowa
- 1990 – 1991 Robert „Franek" Wudarski – śpiew
- 1990 – 2000 Paweł „Hajnoś” Hajnowski, gitara
- 1990 – 1996 Artur Lubiński – perkusja
- 1991 – 1993 Mariusz „Marian" Zalewski – śpiew, gitara, teksty
- 1993 – 1996 Krzysztof Kaliński – śpiew
- 1993 – 1995 Robert "Łebsztal" Chojnacki – gitara
- 1995 – 1996 Rafał „Czarny” Nowakowski – gitara
- 1996 – 2000 Jacek Trafny – perkusja
- 1996 – 2000 Tomasz „Kuba” Hajnowski – gitara
- 2007 – 2009 Sebastian „Sebek” Stańczak – gitara, śpiew
- 2007 – 2009 Paweł „Paola” Caban – perkusja